# Kvistbro församling
Kvistbro församling var en församling i Strängnäs stift och i Lekebergs kommun i Örebro län (Närke). Församlingen uppgick 2006 i Knista församling.

## Administrativ historik
Församlingen har medeltida ursprung. Ur församlingen utbröts 1638 en del av den då nybildade Nysunds församling.
1 januari 1961 överfördes till Kvistbro församling från Nysunds församling ett område (Mark 1:4 och Medskog) med 36 invånare och omfattande en areal av 0,81 km², varav allt land.
Församlingen var till 1651 annexförsamling i pastoratet Knista, Hidinge och Kvistbro, för att därefter till 1962 utgöra ett eget pastorat. Från 1962 till 1969 var församlingen moderförsamling i pastoratet Kvistbro och Skagershult, för att sedan till 1986 åter utgöra ett eget pastorat. Från 1986 till 2006 var församlingen åter annexförsamling i pastoratet Knista, Hidinge och Kvistbro. Församlingen uppgick 2006 i Knista församling.

## Areal
Kvistbro församling omfattade den 1 januari 1952 en areal av 194,86 km², varav 181,52 km² land. Efter nymätningar och arealberäkningar färdiga den 1 januari 1960 omfattade församlingen den 1 januari 1961 en areal av 195,12 km², varav 182,96 km² land.

## Kyrkor
- Kvistbro kyrka
- Mullhyttans kyrka